# Stein (Gemeinde Bad Loipersdorf)
Stein ist eine ehemalige Gemeinde mit 454 Einwohnern (1. Jänner 2024) im Gerichtsbezirk Fürstenfeld bzw. politischem Bezirk Hartberg-Fürstenfeld in der Steiermark.
Im Rahmen der steiermärkischen Gemeindestrukturreform ist sie seit 2015 mit der Gemeinde Bad Loipersdorf (bis 2019 Loipersdorf bei Fürstenfeld) zusammengeschlossen,
die neue Gemeinde führte den Namen Loipersdorf bei Fürstenfeld bis Ende 2019 weiter. Grundlage dafür ist das Steiermärkische Gemeindestrukturreformgesetz – StGsrG.
Eine Beschwerde, die von der Gemeinde gegen die Zusammenlegung beim Verfassungsgerichtshof eingebracht wurde, war nicht erfolgreich.

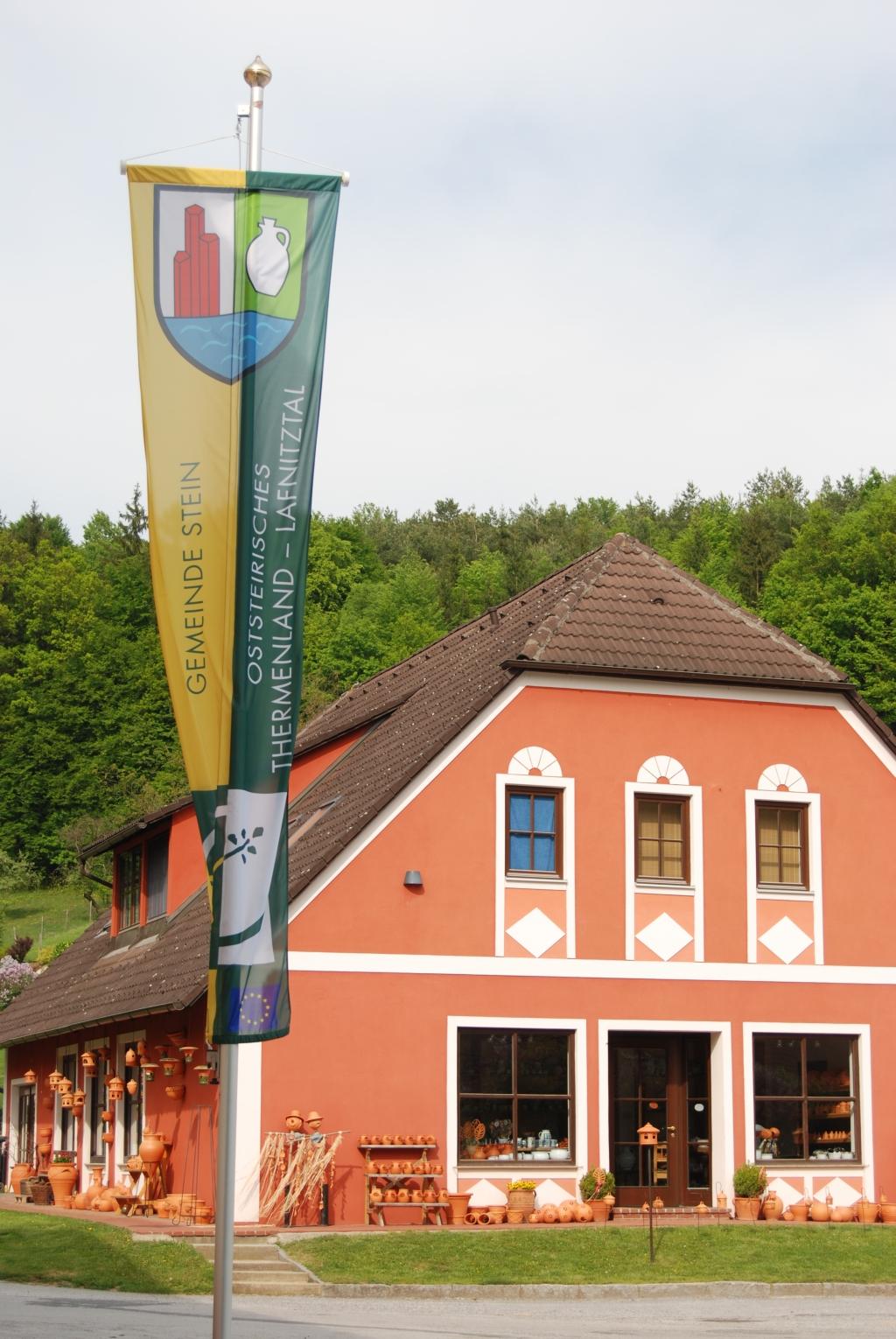
Die damalige Gemeindefahne

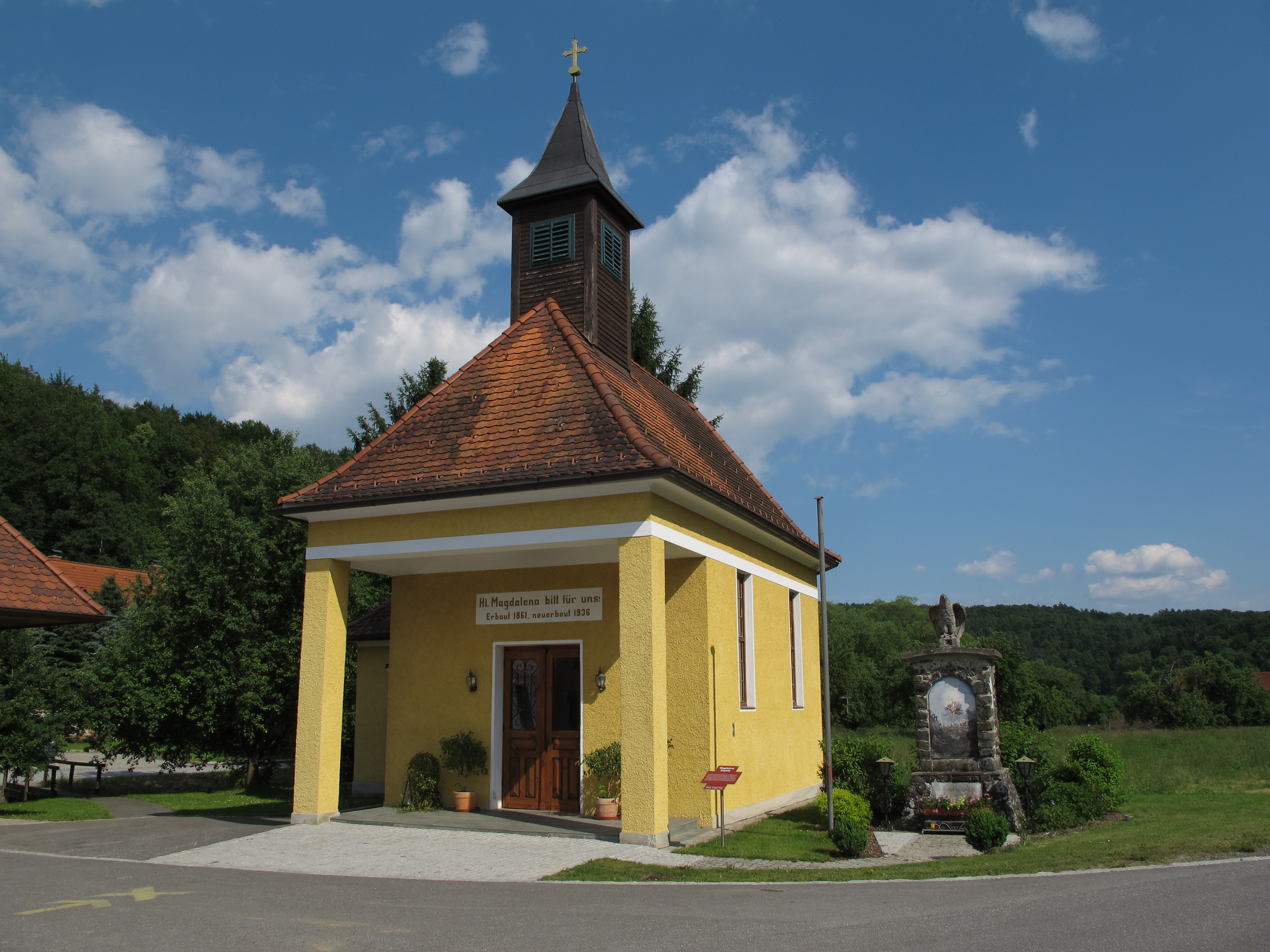
Kapelle Stein

## Geografie
Stein liegt im äußersten Süden des Bezirks Hartberg-Fürstenfeld.

### Gliederung
Die ehemalige Gemeinde bestand aus einer einzigen gleichnamigen Katastralgemeinde bzw. Ortschaft.

## Politik

### Bürgermeister
Letzter Bürgermeister der Gemeinde war bis Ende 2014 Johann Fuchs (ÖVP).

### Gemeinderat
Im Gemeinderat gab es zuletzt insgesamt neun Sitze, die alle von der ÖVP belegt wurden. Seit 2000 kandidierte keine andere Partei für den Gemeinderat.

## Wappen
Mit Wirkung vom 1. Oktober 1976 wurde der Gemeinde Stein ein Gemeindewappen verliehen, die Blasonierung (Wappenbeschreibung) lautete:
„Ein über wasserfarbenem, geflutetem Schildfuß von Silber zu Grün gespaltener Schild, darin vorn drei aneinanderstoßende wachsende rote Basaltsäulen von verschiedener Höhe, hinten ein silberner bäuerlicher Tonkrug.“
Das redende Wappen nimmt Bezug auf den Basaltsteinbruch, der dem Ort den Namen gegeben hat und auf das unterirdische Wasservorkommen, das in Loipersdorf zutage gefördert wird. Die bäuerliche Bevölkerung trank das Wasser aus dem typischen Krug dieser Gegend. Das Wappen von Stein ist durch die Gemeindezusammenlegung seit Ende 2014 nicht mehr gültig.

## Persönlichkeiten

### Ehrenbürger
- 1976: Friedrich Niederl (1920–2012), Landeshauptmann